# J. K. Simmons
Jonathan Kimble Simmons (Detroit, 9 de Janeiro de 1955), é um ator estadunidense. Considerado um dos atores mais prolíficos e bem estabelecidos de sua geração,  ele acumulou mais de 200 créditos na tela e no palco desde sua estreia em 1986. vencedor do Oscar de Melhor Ator Coadjuvante pelo filme Whiplash (2014). Conhecido pelo seu papel na série Oz, da HBO, como o neonazista Vernon Schillinger, como J. Jonah Jameson nos filmes do Homem-Aranha, e o assistente-chefe Will Pope em The Closer, da TNT, bem como diversas outras papéis na televisão e cinema. Deu vida ao Comissário Gordon no filme Liga da Justiça. Papeis de voz incluíram o jogo Portal 2 e a animação da Netflix Klaus.

## Biografia
Simmons nasceu em Detroit, Michigan, filho de Patricia Kimble, uma administradora, e Donald William Simmons, um professor universitário. Ele tem um irmão, David (um cantor e compositor), e uma irmã, Elizabeth. Estudou na Universidade de Montana e foi um membro do Seattle Repertory Theatre. Torcedor do Detroit Tigers desde a sua juventude.

## Carreira
| Ano           | Título                                  | Papel                                                   | Notas                                                                            |
| ------------- | --------------------------------------- | ------------------------------------------------------- | -------------------------------------------------------------------------------- |
| 1986          | Popeye Doyle                            | Patrulheiro no parque                                   | Filme para TV                                                                    |
| 1994          | The Ref                                 | Siskel                                                  |                                                                                  |
| 1994          | Heisei tanuki gassen pompoko            | Seizaemon                                               | Voz (versão em inglês) a.k.a. Pom Poko                                           |
| 1994          | The Scout                               | Treinador assistente                                    |                                                                                  |
| 1994          | Law & Order                             | Jerry Luppin                                            | Episódio: "Sanctuary"                                                            |
| 1995          | New York News                           | Unknown                                                 | Episódio: "Welcome Back Cotter"                                                  |
| 1995          | The Adventures of Pete & Pete           | Barber Dan                                              | Episódio: "Saturday"                                                             |
| 1996          | Law & Order                             | Col. Alexander Rausch                                   | Episódio: "Charm City" (Part I)                                                  |
| 1996          | Homicide: Life on the Street            | Col. Alexander Rausch                                   | Episódio: "For God and Country" (Part II)                                        |
| 1996          | Swift Justice                           | Mel Turman                                              | Episódio: "Stones"                                                               |
| 1996          | The First Wives Club                    | Federal Marshal                                         |                                                                                  |
| 1996          | Extreme Measures                        | Dr. Mingus                                              |                                                                                  |
| 1997          | Love Walked In                          | Mr. Shulman                                             |                                                                                  |
| 1997          | Spin City                               | Kevin Travis                                            | Episódio: "Hot in the City"                                                      |
| 1997          | Crossing Fields                         | Cara                                                    |                                                                                  |
| 1997          | The Jackal                              | Agente FBI T. I. Witherspoon                            |                                                                                  |
| 1997          | Anastasia                               |                                                         |                                                                                  |
| 1997          | Face Down                               | Herb Aames                                              | Filme para TV                                                                    |
| 1996          | New York Undercover                     | Sargento Treadway                                       | Episódio: "Unis"                                                                 |
| 1998          | New York Undercover                     | Psicólogo                                               | Episódio: "Mob Street"                                                           |
| 1998          | Celebrity                               | Souvenir Hawker                                         |                                                                                  |
| 1998          | Remember WENN                           | Capitão Amazon                                          | Episódio: "All's Noisy on the Pittsburgh Front"                                  |
| 1998          | Above Freezing                          | Hoyd                                                    |                                                                                  |
| 1999          | Hit and Runway                          | Ray Tilman                                              |                                                                                  |
| 1999          | The Cider House Rules                   | Ray Kendall                                             |                                                                                  |
| 1999          | For Love of the Game                    | Frank Perry                                             |                                                                                  |
| 1999          | I Lost My M in Vegas                    | Yellow                                                  | Voz                                                                              |
| 1999          | Saturday Night Live                     | Vern Schillinger                                        | Episódio: "Jerry Seinfeld/David Bowie"                                           |
| 2000          | Third Watch                             | Frank Hagonon                                           | Episódio: "Demolition Derby"                                                     |
| 2000          | Beautiful Joe                           |                                                         | Não creditado                                                                    |
| 2000          | Autumn in New York                      | Dr. Tom Grandy                                          |                                                                                  |
| 2000          | The Gift                                | Xerife Pearl Johnson                                    |                                                                                  |
| 2001          | Disney's Recess                         | Diversos personagens                                    |                                                                                  |
| 2001          | The Mexican                             | Ted Slocum                                              |                                                                                  |
| 2000-2001     | Law & Order: Special Victims Unit       | Dr. Emil Skoda                                          | 6 episódios                                                                      |
| 2002          | Homeward Bound                          | Jim Ashton                                              | Filme para TV                                                                    |
| 2002          | Law & Order: Criminal Intent            | Dr. Emil Skoda                                          | Episódio: "Crazy"                                                                |
| 2002          | Spider-Man                              | J. Jonah Jameson                                        | Trilogia Sam Raimi                                                               |
| 2002          | Path to War                             | Porta-voz da CIA                                        | Filme para TV                                                                    |
| 1997-2003     | Oz                                      | Vern Schillinger                                        | 56 episódios                                                                     |
| 2003          | Disposal                                | Caçador mais velho                                      |                                                                                  |
| 2003          | Off the Map                             | George                                                  |                                                                                  |
| 2003          | John Doe                                | Lucas Doya                                              | Episódio: "The Rising"                                                           |
| 2003          | Everwood                                | Phil Drebbles                                           | Episódio: "Burden of Truth"                                                      |
| 2004          | ER                                      | Gus Loomer                                              | Episódio: "Impulse Control"                                                      |
| 2004          | Hidalgo                                 | Buffalo Bill Cody                                       |                                                                                  |
| 2004          | The Ladykillers                         | Garth Pancake                                           |                                                                                  |
| 2004          | The D.A.                                | Assistente de promotor público Joe Carter               | Episódios: "The People vs. Sergius Kovinsky"; "The People vs. Achmed Abbas"      |
| 2004          | Without a Trace                         | Mark Wilson                                             | Episódio: "Two Families"                                                         |
| 2004          | The Jury                                | Ron Stalsukilis                                         | Episódio: "Last Rites"                                                           |
| 2004          | Spider-Man 2                            | J. Jonah Jameson                                        | Trilogia Sam Raimi                                                               |
| 2004          | Nip/Tuck                                | Ike Connors                                             | Episódio: "Kimber Henry"                                                         |
| 2004          | 3: The Dale Earnhardt Story             | Ralph Earnhardt                                         | Filme para TV                                                                    |
| 1997-2004     | Law & Order                             | Dr. Emil Skoda                                          | 45 episódios                                                                     |
| 2005          | Arrested Development                    | General Anderson                                        | Episódio: "Switch Hitter"                                                        |
| 2005          | Jack & Bobby                            | Cyrus Miller                                            | Episódio: "Running Scared"                                                       |
| 2005          | Numb3rs                                 | Dr. Clarence Weaver                                     | Episódio: "Vector"                                                               |
| 2005          | Harsh Times                             | Agente Richards                                         |                                                                                  |
| 2004-2006     | Justice League                          | General Wade Eiling                                     | Somente voz 5 episódios                                                          |
| 2006          | The West Wing                           | Harry Ravitch                                           | Episódio: "Duck and Cover"                                                       |
| 2006          | First Snow                              | Vacaro                                                  |                                                                                  |
| 2006          | The Astronaut Farmer                    | Jacobson                                                |                                                                                  |
| 2006          | Thank You for Smoking                   | "BR"                                                    |                                                                                  |
| 2006          | The Simpsons                            | J. Jonah Jameson                                        | Somente voz Episódio: "Moe'N'a Lisa"                                             |
| 2007          | The Simpsons                            | Tabloid Editor                                          | Somente voz Episódio: "Homerazzi"                                                |
| 2007          | Spider-Man 3                            | J. Jonah Jameson                                        | Trilogia Sam Raimi                                                               |
| 2007          | Spider-Man 3                            | J. Jonah Jameson                                        | Video game Somente voz                                                           |
| 2007          | Bury My Heart at Wounded Knee           | James McLaughlin                                        | Filme para a televisão                                                           |
| 2007          | Queens Supreme                          | Ernest Fingerman                                        | Episódio: "Let's Make a Deal"                                                    |
| 2007          | Kim Possible                            | Martin Smarty                                           | Somente voz 3 episódios                                                          |
| 2007          | Postal                                  | Candidate Welles                                        |                                                                                  |
| 2007          | Juno                                    | Mac MacGuff                                             |                                                                                  |
| 2007          | Rendition                               | Lee Mayer                                               |                                                                                  |
| 2007          | American Dad!                           | Juiz                                                    | Somente voz Episódio: "The Most Adequate Christmas Ever"                         |
| 2008          | American Dad!                           | McCreary                                                | Somente voz Episódio: "The One That Got Away"                                    |
| 2008          | Phineas and Ferb                        | J.B.                                                    | Somente voz Episódio: "Toy to the World"                                         |
| 2008          | Burn After Reading                      | Funcionário superior da CIA                             |                                                                                  |
| 2008          | Ben 10: Alien Force                     | Magister Ghilhil                                        | Somente voz Episódio: "Darkstar Rising"                                          |
| 2008          | Command & Conquer: Red Alert 3          | President Howard T. Ackerman                            | Videogame                                                                        |
| 2009          | The Vicious Kind                        | Donald Sinclaire                                        |                                                                                  |
| 2009          | New in Town                             | Stu Kopenhafer                                          |                                                                                  |
| 2009          | The Way of War                          | Sargento Mitchell                                       |                                                                                  |
| 2009          | Red Sands                               | Tenente Coronel Arson                                   |                                                                                  |
| 2009          | I Love You, Man                         | Oswald Klaven                                           |                                                                                  |
| 2009          | Aliens in the Attic                     | Skip                                                    | Somente voz                                                                      |
| 2009          | Post Grad                               | Roy Davies                                              |                                                                                  |
| 2009          | Extract                                 | Brian                                                   |                                                                                  |
| 2009          | Up in the Air                           | Bob                                                     | Cameo                                                                            |
| 2009          | Jennifer's Body                         | Mr. Wroblewski                                          |                                                                                  |
| 2009          | The Marvelous Misadventures of Flapjack | Poseidon                                                | Somente voz 4 episódios                                                          |
| 2005-2010     | The Closer                              | Diretor-assistente Will Pope                            | 88 episódios                                                                     |
| 2009-2010     | Party Down                              | Leonard Stiltskin                                       | Episódio: "Taylor Stiltskin Sweet Sixteen"; "Precious Lights Pre-School Auction" |
| 2010          | Batman: The Brave and the Bold          | Guardians of the Universe, Evil Star, Kyle "Ace" Morgan | Somente voz Episódio: "Revenge of the Reach!"                                    |
| 2010          | Ben 10: Ultimate Alien                  | Magister Ghilhil                                        | Somente voz Episódio: "Escape From Aggregor"                                     |
| 2010          | Generator Rex                           | White Knight                                            | Somente voz                                                                      |
| 2010          | Crazy on the Outside                    | Ed                                                      |                                                                                  |
| 2010          | An Invisible Sign of My Own             | Mr. Jones                                               |                                                                                  |
| 2010          | A Beginner's Guide to Endings           |                                                         |                                                                                  |
| 2010          | Megamind                                | Diretor da prisão                                       | Somente voz                                                                      |
| 2010          | True Grit                               | Advogado Daggett                                        |                                                                                  |
| 2011          | The Music Never Stopped                 | Henry Sawyer                                            |                                                                                  |
| 2011          | Portal 2                                | Cave Johnson                                            | Video game (Voz)                                                                 |
| 2011          | Raising Hope                            | Bruce Chance                                            |                                                                                  |
| 2011-presente | Ultimate Spider-Man                     | J. Jonah Jameson                                        | Voz                                                                              |
| 2012          | Avatar: Legend of Korra                 | Tenzin                                                  | Voz                                                                              |
| 2013          | Dark Skies (film)                       | Edwin Pollard                                           |                                                                                  |
| 2014          | Growing Up Fisher                       | Mel Fisher                                              |                                                                                  |
| 2014          | Whiplash                                | Terence Fletcher                                        |                                                                                  |
| 2015          | Terminator: Genisys                     | Detective O'Brien                                       |                                                                                  |
| 2015          | Worlds Apart                            | Sebastian                                               |                                                                                  |
| 2015          | Still Punching the Clown                | Jay Warren                                              |                                                                                  |
| 2015          | Gravity Falls                           | Stanford Pines                                          | Voz                                                                              |
| 2015          | Rock Dog                                | Khampa                                                  | voz                                                                              |
| 2016          | The Accountant                          | Raymon "Ray" King                                       |                                                                                  |
| 2016          | The Meddler                             | Randall Zipper                                          |                                                                                  |
| 2016          | Zootopia                                | Prefeito Lionheart                                      | voz                                                                              |
| 2016          | Kung Fu Panda 3                         | Kai                                                     | voz                                                                              |
| 2016          | Avril et le Monde Truqué                | Rodrigue                                                | voz; versão americana                                                            |
| 2016          | Patriots Day                            | Jeffrey Pugliese                                        |                                                                                  |
| 2016          | La La Land                              | Bill                                                    |                                                                                  |
| 2016          | Barefoot                                | Dr. Bertleman                                           |                                                                                  |
| 2017          | Justice League                          | Comissário James Gordon                                 |                                                                                  |
| 2017          | The Snowman                             | Arve Stop                                               |                                                                                  |
| 2019          | Spider-Man: Far From Home               | J. Jonah Jameson                                        | Universo Cinematográfico Marvel                                                  |
| 2019          | Klaus                                   | Klaus / Sarge                                           | Voz                                                                              |
| 2020          | Palm Springs                            | Roy                                                     |                                                                                  |
| 2021          | Zack Snyder's Justice League            | Comissário James Gordon                                 | Corte do diretor Zack Snyder                                                     |
| 2021          | Invincible                              | Omni-Man                                                | Voz                                                                              |
| 2021          | The Tomorrow War                        | James Daniel Forester Sr.                               |                                                                                  |
| 2021          | Ride the Eagle                          | Carl                                                    |                                                                                  |
| 2021          | Venom: Let There Be Carnage             | J. Jonah Jameson                                        | Universo Sony, Cena pós créditos, não creditado                                  |
| 2021          | Ghostbusters: Afterlife                 | Ivo Shandor                                             |                                                                                  |
| 2021          | Being the Ricardos                      | William Frawley                                         |                                                                                  |
| 2021          | National Champions                      | James Lazor                                             |                                                                                  |
| 2021          | Spider-Man: No Way Home                 | J. Jonah Jameson                                        | Universo Cinematográfico Marvel                                                  |
| 2023          | Spider-Man: Across the Spider-Verse     | J. Jonah Jameson                                        | Voz                                                                              |
| TBA           | Batgirl                                 | Comissário James Gordon                                 | Pré-produção                                                                     |